# آشوت باغداساریان
آشوت گئورگی باغداساریان (ارمنی: Աշոտ Գևորգի Բաղդասարյան؛ زادهٔ ۸ اکتبر ۱۹۵۲) یک مهندس و سیاستمدار اهل ارمنستان است که از تاریخ ۲۰۰۳ تا تاریخ ۲۰۰۷ سمت نمایندگی دوره سوم مجلس ملی جمهوری ارمنستان را برعهده داشت.

## زندگی‌نامه
در ۸ اکتبر ۱۹۵۷ در ایروان به دنیا آمد و از دانشگاه پلی‌تکنیک ارمنستان فارغ‌التحصیل شد. .